# 망고치현

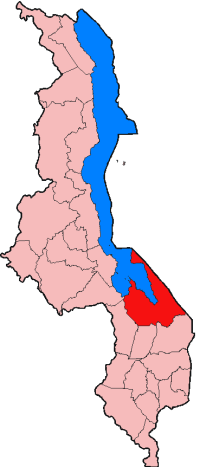
망고치 현

망고치현(Mangochi District)는 말라위 남부 주에 위치한 현으로, 현도는 망고치이며 면적은 6,273km2, 인구는 610,239명이다. 말라위호와 맞닿아 있고 발라카 현과 마칭가 현, 은체우 현과 인접해 있으며 모잠비크와 국경을 맞대고 있다.